# Tina Teubner

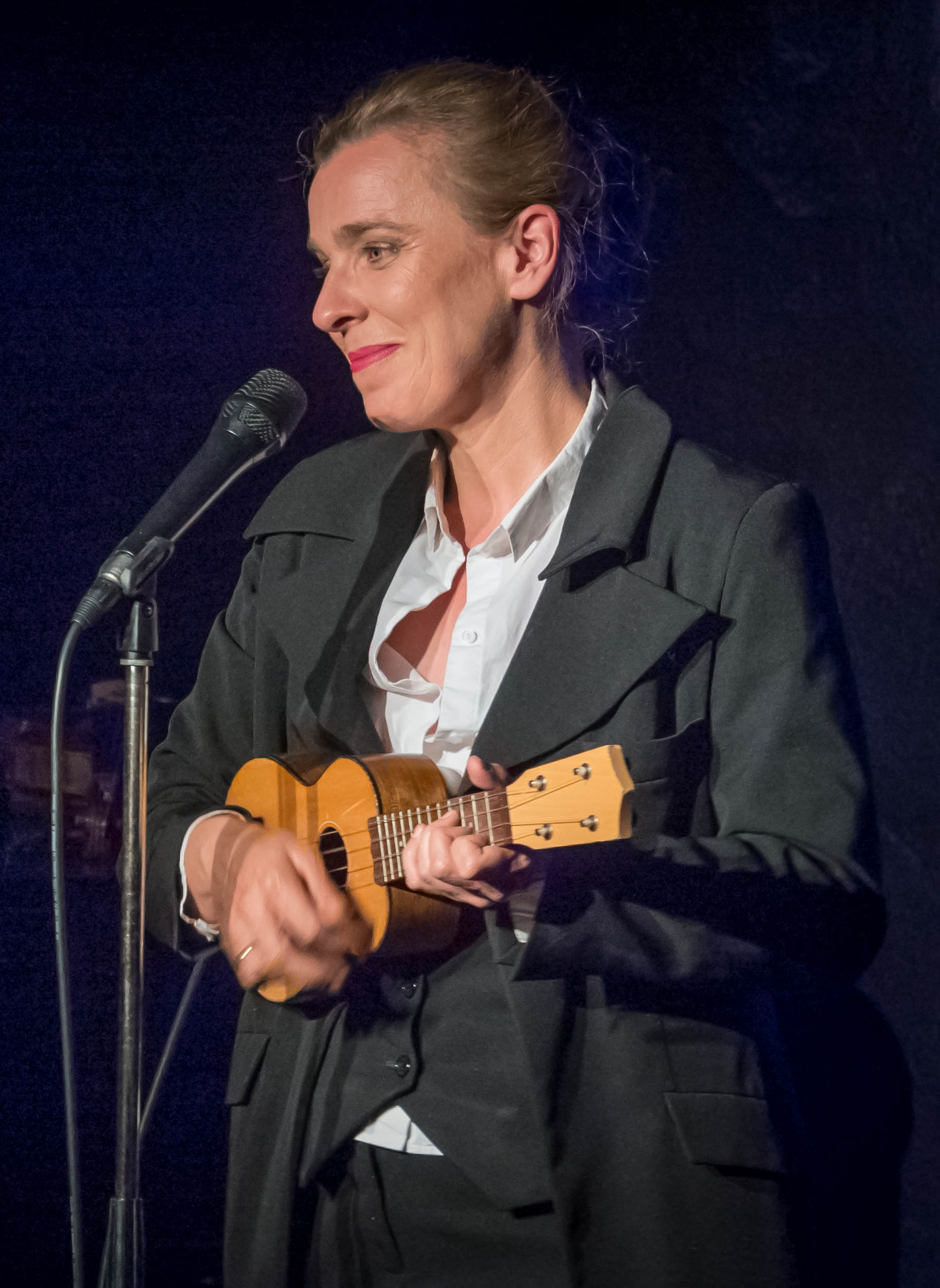
Tina Teubner (2014)

Tina Teubner (* 22. Februar 1966 in Witzenhausen) ist eine deutsche Kabarettistin, Autorin und Chansonsängerin.

## Leben
Tina Teubner studierte zunächst Musiktherapie in Wien, später Violine an den Musikhochschulen Düsseldorf und Münster. Erste Bühnenerfahrung sammelte sie als Bühnenmusikerin am Düsseldorfer Schauspielhaus.
Mit 25 Jahren, im Jahr 1991, begann sie zu singen und wurde 1993 in Berlin mit dem ersten Preis im „Bundeswettbewerb Gesang für Musical/Chanson“ ausgezeichnet. Seitdem hat sie diverse eigene Bühnenprogramme geschrieben, die sie selbst als „Lieder, Kabarett und Unfug“ bezeichnete und mit denen sie im gesamten deutschsprachigen Raum auftritt. Tina Teubner wurde mit dem Deutschen Kabarettpreis und dem Deutschen Kleinkunstpreis ausgezeichnet. Ihr Regiedebüt gab Teubner 2006 im Düsseldorfer Kom(m)ödchen, mit dem Programm Neues von Gestern mit Niki Ankenbrand. 1995 wirkte sie außerdem in dem mit Willem Dafoe, Sam Neill, Irène Jacob und Rufus Sewell prominent besetzten Film Victory nach einer Novelle von Joseph Conrad mit.
Tina Teubner arbeitet seit Jahren eng mit dem Pianisten, Arrangeur und Komponisten Ben Süverkrüp zusammen. Bei Süverkrüps literarischen Konzerten, seinem Musikgedankentheater wirkt sie als Schauspielerin und Rezitatorin mit („Herkules – von der Sehnsucht ein Mensch zu sein“, „Beethoven – Unsterblichkeit für Fortgeschrittene“ und „Was für ein Abendrot“). Eines ihrer Programme trug den Titel Männer brauchen Grenzen und feierte im September 2013 im Düsseldorfer Kom(m)ödchen Premiere. In ihrem Bühnenprogramm „Wenn Du mich verlässt, komm ich mit“ setzte sie sich 2017 mit der aktuellen Elterngeneration auseinander und machte von sich reden durch ihren einleitenden Satz: „Ich habe zwei Kinder und einen Mann. Ich bin also alleinerziehend“.

## Familie
Tina Teubner ist verheiratet und hat zwei Töchter, die Ende der 2000er Jahre geboren wurden. Sie lebt mit ihrer Familie in Köln und Norderschwei.

## Programme
- 1991: Es liegt in der Luft – Eine 20er Jahre Revue (mit Benedikt Eichhorn)
- 1992: Was fällt Ihnen zum Thema Tango ein? (mit Susanne Ehlers (Cello) und Michael Reuter (Klavier))
- 1994: Sie: liegt. Er: daneben. Fast eine Liebesgeschichte
- 1994: La Triviata
- 1995: Und dann und wann ein weißer Elephant. Ein kabarettistisches Märchen
- 1997: WolkenPelzTier. Von Hysterie und Größenwahn
- 1998: Nachtwut
- 2000: Ich. Um nur einige zu nennen
- 2002: Glücksgalopp – Rettet die Maßlosigkeit!
- 2005: Aufstand im Doppelbett
- 2009: Aus dem Tagebuch meines Mannes
- 2011: Stille Nacht bis es kracht
- 2013: Männer brauchen Grenzen
- 2016: Wenn du mich verlässt komm ich mit
- 2020: Protokolle der Sehnsucht
- 2021: Ohne Dich war es immer so schön

## Diskographie
- 1997: WolkenPelzTier. Live-Mitschnitt, Doppel-CD, ISBN 3-9806941-0-0.
- 1999: Nachtwut. Live-Mitschnitt, CD, ISBN 3-9806941-1-9.
- 2001: Ich. Um nur einige zu nennen. Live-Mitschnitt, Doppel-CD (Conträr Musik 80877-2), ISBN 3-9806941-2-7.
- 2002: Glücksgalopp. CD (Conträr Musik 83245-2), ISBN 3-9806941-3-5.
- 2006: Aufstand im Doppelbett. CD (Conträr Musik 88048-2), ISBN 3-9806941-4-3.
- 2010: Aus dem Tagebuch meines Mannes CD (Conträr/Indigo 952672), ISBN 978-3-9812418-1-5.
- 2012: Stille Nacht bis es kracht CD (Conträr/Indigo 965362), DNB 1028811837.
- 2014: Männer brauchen Grenzen CD (Conträr/Indigo 985092), ISBN 978-3-9812418-3-9.
- 2017: Wenn Du mich verlässt komm ich mit Doppel-CD (Conträr/Indigo 137622), ISBN 978-3-9812418-4-6.

## Schriften
- Männer brauchen Grenzen. Ein Erziehungsratgeber. Lappan, Oldenburg 2014, ISBN 978-3-8303-3355-5.

## Auszeichnungen
- 1993: Siegerin im Bundeswettbewerb Gesang des VDMK in der Sparte Chanson
- 1998: Siegerin der Westspitzen mit ihrem Programm Nachtwut
- 1998: 1. Preis beim bundesdeutschen Zarah-Chansonwettbewerb
- 1999: Deutscher Kleinkunstpreis, Förderpreis
- 2001: Deutscher Kabarettpreis, Sonderpreis
- 2010: Deutscher Kleinkunstpreis in der Sparte Chanson/Musik/Lied, gemeinsam mit Ben Süverkrüp
- 2014: Emser Pastillchen für 2 Stimmbänder
- 2020: Gaul von Niedersachsen für Spielzeit 2019 mit Ben Süverkrüp, Programm: Wenn du mich verlässt, komme ich mit.
- 2023: Preis der 12. Memminger Kabaretttage (Memminger Maul 2023) für ihr Programm Wenn Du mich verlässt, komm ich mit.[5][6]
- 2024: Salzburger Stier[7][8]